# Maxbrücke w Norymberdze
Most Maksymiliana (niem: Maxbrücke) - średniowieczny most w Norymberdze nad rzeką Pegnitz. Pierwotna nazwa Steinerne Brücke nawiązuje do materiału budowlanego. W 1810 most na cześć króla Maksymiliana I nazwano Józef Wittelsbach Maxbrücke, a plac na północ mostu nazwano Maxplatz. Około 1850 r. most został po pożarze odrestaurowany przez Bernharda Solgera.

## Źródła
- Michael Diefenbacher, Rudolf Endres (Hrsg.): Stadtlexikon Nürnberg. 2., verbesserte Auflage. W. Tümmels Verlag, Nürnberg 2000, ISBN 3-921590-69-8, S. 679